# Salvatore Gaetani
Salvatore Gaetani d'Aragona di castelmola (Martano, 19 settembre 1895 – Napoli, 10 gennaio 1964) è stato uno storico, filologo e filosofo italiano.

## Biografia
Nasce a Martano, in provincia di Lecce, nel 1895 da Giuseppina Chiriatti e Carlo Gaetani d'Aragona, conte di Castelmola.
La famiglia Caetani/Gaetani annovera oltre al ramo dei Castelmola, anche quello dei Laurenzana, di cui si ricorda il barone di Laurenzana, esponente del movimento radicale tardo ottocentesco al fianco di Aurelio Saffi, Felice Cavallotti e Giovanni Bovio. L'insegna araldica dei Castelmola è costituita da uno scudo forgiato di due onde blu che lo attraversano in senso trasversale. I Gaetani, o Caetani, vantarono alcuni papi, tra cui Bonifacio VIII.
Il padre di Salvatore, Carlo, avvocato, fu ripetutamente eletto tra le file dei radicali nel consiglio comunale di Napoli, a cavallo tra Ottocento e Novecento. Da Napoli attiene, fino a tutta la Grande Guerra, alla cura del patrimonio fondiario in Martano, acquisito dal matrimonio con Giuseppina Chiriatti. Questa infatti si era trasferita a Napoli dopo il 1874, anno dell'uccisione del facoltosissimo padre Paolo, nell'ambito di una torbida vicenda che vide infine coinvolta la madre di lei, Maria Fortunato, quale mandante, assieme al prete Mariano, dato che i due erano in tresca. Diviso il patrimonio tra le due figlie Giuseppina e Paolina Chiriatti, e la madre stessa, vennero iniziati i lavori di costruzione del palazzo Chiriatti-Gaetani, oggi di proprietà pubblica. In questo palazzo la famiglia venne a dimorare, appunto, dopo il 1918, mentre man mano la gestione delle fortune familiari passava in capo a Salvatore, che si impegnò in un'ardua opera di bonifica e di razionalizzazione colturale, culminata con l'acquisto di diversi macchinari ad alta tecnologia. Fu però proprio il malfunzionamento dell'attrezzatura finalizzata all'estrazione dell'acqua dai pozzi, bene capitale nelle aride campagne della zona, a determinare l'infiacchimento del capitale di famiglia e il progressivo indebitamento verso il Banco di Napoli, che culminerà con la fine del fascismo.
Frattanto Salvatore Gaetani, che si fregiava del titolo di duca, a seguito del matrimonio con la duchessa d'Ascoli, Leopoldina, si dedicava sempre più agli studi filologici e letterari, mentre, del resto, ebbe a ricoprire la carica di provveditore agli studi di Potenza. I suoi studi furono ispirati dalla cultura francese, delle cui opere fu un grande consumatore, nonostante il fascismo e nonostante la sua adesione al regime, che ad un certo punto ne impedì la circolazione in Italia. Crociano, seguì lo schema tracciato dal maestro, mentre l'ultimo ricordo della natia Martano fu un canto dedicato alle tradizioni grike, di cui raccomandava appassionatamente la conservazione e il culto.
Nei giorni furenti che precedettero il Referendum istituzionale appoggiò in pubblici comizi la Monarchia, e per questo pagò dazio dovendosi allontanare all'indomani del voto e rifugiarsi in Napoli, ove morì nel 1964, tutto teso negli studi letterari.

## Opere
I suoi contributi in ambito letterario sono:
- Francois Villon, Napoli, 1921.
- Un carteggio inedito di F. P. Bozzelli (S. Gaetani, F. P. Bozzelli), L'Aquila, 1922.
- Masseria, Martano (Lecce), 1927.
- Un bilancio letterario, Roma, 1929.
- Per onorare un maestro: il Torraca, Napoli, 1929.
- La Poesia di Catullo, Roma, 1933. - L'eredita dell'Ottocento, Napoli, 1933.
- La bancarotta del rosso: commedia in tre atti, Lecce, 1933.
- Per la venuta del Duce a Lecce, Lecce, 1934
- Bernardo Bellincioni, Galatina (Lecce), 1945.
- Il benedettino-cistercense d. Mauro Cassoni nel Tempio, nella scuola, negli studi: (cinquant'anni d'intensa attività. 1899 1949), Lecce, 1949.
- Ricordi di Benedetto Croce, Napoli, 1955.
- Vicende tipi e figure del Casino dell'Unione, Napoli, 1959.
- Napoli ieri e oggi: passeggiate e ricordi, Milano-Napoli, 1965.
- Apud Neapolim..., Napoli, 1960.
- Fonti storiche e letterarie intorno ai martiri di Otranto, Napoli.